# Глотов, Иван Егорович
Иван Егорович Глотов — советский хозяйственный, государственный и политический деятель, Герой Социалистического Труда.

## Биография
Родился в 1926 году в селе Усманка. Член КПСС.
Участник Великой Отечественной войны, после — кадровый военнослужащий Советской Армии. С 1956 года — на хозяйственной, общественной и политической работе. В 1956—1990 гг. — токарь завода № 281/Куйбышевского завода/производственного объединения «Экран» Министерства радиопромышленности СССР в городе Самара.
Указом Президиума Верховного Совета СССР от 26 апреля 1971 года за выдающиеся заслуги в выполнении пятилетнего плана и создание новой техники присвоено звание Героя Социалистического Труда с вручением ордена Ленина и золотой медали «Серп и Молот».
Делегат XXV съезда КПСС.
Умер в Куйбышеве в 1990 году.